# جنگ جهانی Z
جنگ جهانی Z:تاریخ شفاهی جنگ زامبی‌ها (انگلیسی: World War Z) عنوان یک رمان وحشت آخرالزمانی زامبی است که به دست نویسنده آمریکایی مکس بروکس نوشته شده‌است. این کتاب به گونه‌ای دنباله کتاب راهنمایی زنده ماندن در برابر زامبی‌ها است. شیوه داستان گویی از کتاب نبرد خوب تاریخ شفاهی جنگ جهانی دوم الهام گرفته‌شده‌است. این رمان دارای هشت بخش که شامل هشدارها، سرزنش‌ها، هراس بزرگ، برگشتن ورق، جبههٔ خانگی آمریکا، دور دنیا و بالای آن، جنگ تمام‌عیار و وداع‌ها می‌باشد. نزدیک به بیست سال از آغاز همه‌گیری بیماری در سراسر جهان که جنگ جهانی زد نامیده می‌شود می‌گذرد و نزدیک به ده سال است که این جنگ با پیروزی بشریت به پایان رسیده‌است. نماینده کمیسیون پساجنگی سازمان ملل متحد، به تهیه گزارش و مصاحبه با بازماندگان می‌پردازد.

## داستان
سرآغاز دقیق این بیماری ناشناخته است، ولی نخستین موارد شیوع بیماری در چین آغاز شده‌است. دولت چین نگران بود که شیوع بیماری به عنوان ضعف در چشم قدرت‌های خارجی دیده شود، پس آن‌ها بر پنهان‌کردن آن کوشش می‌کنند. علیرغم قرنطینه، این بیماری به دلیل قاچاق انسان، پناهندگان و تجارت اعضای بدن در بازار سیاه به کشورهای همسایه سرایت می‌کند. نخستین شیوع گسترده در مقیاس وسیع در کیپ تاون آفریقای جنوبی رخ می‌دهد که نخست به نادرستی با نام مستعار "هاری آفریقایی" شناخته می‌شود. این سبب می‌شود که مردم همه گیر را به عنوان یک گونه شدید از هاری که بیشتر بر کشورهای فقیر آفریقایی تأثیر می‌گذارد ببینند. به مدت یک سال، دولت‌های جهان و بخشی از مردم با وجود آگاهی کمابیش و هشدارهای پزشکی نسبت به بیماری پاسخ درخوری نمی‌دهند و تمایلی به سرمایه‌گذاری جدی و پیشگیری ندارند. تنها کشوری که گزارش‌های وابسته به بیماری را جدی می‌گیرد، اسرائیل است که گفته می‌شود این به دلیل سیاست‌هایی است که پس از غافلگیری جنگ یوم کیپور وضع شد تا سازمان‌های اطلاعاتی اسرائیل هر تهدیدی را هرچقدر هم کوچک در نظر بگیرد. اسرائیل " قرنطینه داوطلبانه " را آغاز می‌کند، مرزهای خود را می‌بندد و یک دیوار سترگ در سراسر مرزهای خود می‌سازد. اسرائیل برای عقب‌نشینی به مناطقی با پدافند دفاعی بهتر سرزمین‌های فلسطینی از جمله تمامی اورشلیم را رها می‌کند. سیاست در برابر پناهندگی و از دست دادن اورشلیم منجر به این می‌شود که جناح راست افراطی اسرائیل یک جنگ داخلی کوتاه ولی خونین را آغاز کند. بیشتر دولت‌های دیگر جهان بیماری را اینگونه جدی نمی‌گیرند. در آمریکا و دیگر کشورهای جهان واکسن فالانکس توزیع می‌شود. در بهار یک روزنامه‌نگار فاش می‌کند که فالانکس هیچ کاری برای پیشگیری از زامبی شدن انجام نمی‌دهد و بیماران دچار هاری نیستند بلکه اجسادی هستند که جاندار شده‌اند. نظم در سرتاسر جهان بهم می‌ریزد و کشورها به شدت واقعی فاجعه پی می‌برند. سپس زمان هراس بزرگ آغاز می‌شود. و با تسخیر مناطق بزرگ بدست مرده‌ها، میلیون‌ها پناهنده وحشت زده تلاش می‌کنند به مکان امن فرار کنند. تلاش‌های ایران برای جلوگیری از راهیابی پناهندگان از پاکستان منجر به نبرد هسته ای می‌شود که هر دو کشور را از میان می‌برد. در آفریقای جنوبی، دولت یک برنامه اضطراری را تصویب می‌کند که بدست پائول ردکر، مشاور اطلاعاتی دولت آپارتاید طراحی شده‌است و به عنوان برنامه ردکر شناخته می‌شود. این طرح سبب ساختن مناطق امن کوچکی می‌شود، و گروه‌های زیادی از بازماندگان در مناطق ویژه به عنوان طعمه انسانی برای زامبی‌ها رها می‌کند، که انگیزه‌ای برای حواس‌پرتی مردگان می‌شود تا به کسانی که در مناطق امن هستند زمان دهد تا دوباره دولت و اقتصاد برپاکنند. و دیگر دولت‌های جهان برنامه‌های همتایی را در پیش می‌گیرند که سبب پیروزیشان می‌شود. دولت آمریکا منطقه امن خود را در باختر کوه‌های راکی ایجاد می‌کند و خود دولت را به هونولولو  منتقل می شودبه کسانی که در خاور کوه‌های راکی بازمانده اند دستور می‌دهد که به شمال بروند زیرا زامبی‌ها در سرمای شدید یخ می‌زنند. بسیاری از غیرنظامیان وحشت زده به آمریکای شمالی و بیابان‌های شمال کانادا و قطب شمال می‌گریزند جایی که یازده میلیون نفر در اثر گرسنگی و سرمازدگی جان خود را از دست می‌دهند. با این حال، دولت چین از هرگونه عقب‌نشینی راهبردی خودداری می‌کند و بنابراین این کشور به بدترین شیوع در میان همگی کشورهای جهان دچار می‌شود. سرانجام، بخشی از ارتش چین به دلیل ناشایستگی بر علیه دولت چین شورش می‌کند سپس دولت نوین به منچوری عقب‌نشینی می‌کند. مناطق امن بازمانده هفت سال آینده را به بازسازی کشور خود در مرزهای تازه و محدود خود می‌گذرانند. سپس در یک کنفرانس سازمان ملل تصمیمی بر بازپس‌گیری بقیه جهان گرفته می‌شود. ده سال پس از پایان رسمی جنگ زامبی‌ها، جهان هنوز به سختی آسیب دیده‌است، ولی به آرامی در راه بهبود است. کیفیت کلی زندگی نیز کاهش یافته‌است، از جمله طول عمر کوتاه‌تر، دسترسی محدود به آب و برق … با این وجود، بیشتر کسانی که زنده مانده‌اند به آینده امیدوارند، زیرا می‌دانند که بشریت در آستانه انقراض قرار داشت و اکنون در نبردی بزرگ پیروز شده‌است.

## اقتباس سینمایی
فیلمی از این کتاب به نام جنگ جهانی زد (به انگلیسی: World War Z) محصول سال ۲۰۱۳ به کارگردانی مارک فورستر ساخته شد. که البته مکس بروکس گفته‌است به جز همتایی نام هیچ همانندی بین کتاب و فیلم وجود ندارد.